# Zastava predsednika Republike Slovenije
Zastava predsednika Republike Slovenije je bele barve, kvadratne oblike, z robom, ki je enak slovenski trobojnici. Rob je širok eno osmino dolžine kvadratove stranice.  V sredini kvadrata je grb Republike Slovenije. Središče grba se ujema s točko, v kateri se sekata diagonali zastave. Grb pokriva eno devetino zastave.

## Uporaba položajne zastave
Položajna zastava predsednika Republike Slovenije se uporablja na vodnih plovilih Ministrstva za obrambo RS. 